# 오정민
오정민(吳禎民, 본명: 오철영(吳鐵榮), 1911년 5월 12일 ~ ?)은 일제강점기의 연극인이다. 연출가 겸 연극 평론가로 활동했으며 오양(吳洋)이라는 필명을 사용했다.

## 생애
1930년대 일본 도쿄에서 조선인 극단을 조직해 활동하던 연극인들 중 한 명이었다. 1934년 창립한 고려극단의 단원으로 처음 연극계에 모습을 보였으며, 도쿄에서 조직된 진보적 대중예술 조직 조선예술좌에 위원으로 참여 하여 신극 운동을 펼쳤다. 1930년대 중반 귀국하였고, 당시 국내 연국계의 주류였던 극예술연구회에 대항하는 조선연극협회를 김일영, 이화삼 등과 함께 조직해 몰리에르 원작의 〈수전노〉를 연출했다.
1938년 2월 일본 제국의 좌익 계열 연극 탄압으로 일본의 프롤레타리아 연극 운동이 조선에 침투했다고 발표한 사건이 발생하는데, 이 사건에 연루되어 구속되었다. 풀려난 뒤로는 전향하여 1940년대부터 친일 연극인으로 활동했다. 《매일신보》, 《국민문학》, 《조광》, 《문화조선》, 《신시대》에 조선총독부가 후원한 연극경연대회에 대하여 평가하는 등 사실상 친일 어용 연극인 '국민연극'을 지지하는 내용의 평론, 징병제 실시와 태평양 전쟁을 찬양하는 내용의 평론을 써서 발표했다.
1943년 6월부터는 조선문인보국회에서 평론수필부회 간사를 맡았으며 1944년 3월에는 조선문인보국회의 기관지인 《국민시가》의 편집장을 맡았다. 광복 직전 일본에 있다가 태평양 전쟁 종전 후에도 그대로 머물러 국내에서의 활동 기록은 없는 것으로 알려져 있다. 2008년 민족문제연구소가 선정한 친일인명사전 수록예정자 명단 연극/영화 부문에 포함되었다.

## 주요 기고문
- 〈극작가와 현 시국 - 실천 방향을 위한 시론〉 (매일신보, 1941년 6월 1일)
- 〈연극 《북진대》 공연평〉 (매일신보, 1942년 4월 8일)
- 〈가극의 장래〉 (매일신보, 1942년 11월 7일, 11월 8일, 11월 10일, 11월 11일)
- 〈신문학과 윤리〉 (매일신보, 1943년 1월 21일)
- 〈극작가에 대한 희망〉 (국민문학, 1943년 2월호)
- 〈연극시평 - 회고와 전망〉 (국민문학, 1943년 3월호)
- 〈동극(東劇)의 전통성〉 (조광, 1943년 3월호)
- 〈현대와 신화〉 (매일신보, 1943년 4월 30일)
- 〈연극시평 - 전문 기술의 종합화〉 (조광, 1943년 4월호)
- 〈가극계의 현상〉 (조광, 1943년 5월호)
- 〈《전환기의 조선 문학》을 읽고〉 (매일신보, 1943년 6월 11일)
- 〈연극시평〉 (국민문학, 1943년 6월호)
- 〈《에밀레종》을 보고〉 (조광, 1943년 6월호)
- 〈극계 산책기〉 (문화조선, 1943년 6월호)
- 〈신장(新裝)한 아리랑〉 (조광, 1943년 7월호)
- 〈징병제와 연극〉 (신시대, 1943년 8월호)
- 〈축제의 전야 - 징병을 임하는 찬사〉 (조광, 1943년 8월호)
- 〈신만극(新漫劇)의 상모(狀貌)〉 (조광, 1943년 8월호)
- 〈우리 문학 정신 - 선의의 집결〉 (국민문학, 1943년 8월호)
- 〈최근의 극단〉 (문화조선, 1943년 8월호)
- 〈미래의 계보 - 《소설 선집》을 읽고〉 (국민문학, 1943년 9월호)
- 〈미소기 연성기〉 (신시대, 1943년 9월호)
- 〈연극 경연 대회 출연 - 예원좌의 《역사》〉 (조광, 1943년 10월호)
- 〈연극의 1년〉 (신시대, 1943년 12월호)
- 〈결전과 문학〉 (국민문학, 1943년 12월호)
- 〈결전 문학의 검토(決戰文學の檢討)〉 (국민문학, 1944년 4월호)
- 〈문학과 사봉의 문제(文學と仕奉の問題)〉 (국민문학, 1944년 6월호)

## 참고자료
- 권영민 (2004년 2월 25일). 《한국현대문학대사전》. 서울: 서울대학교출판부. 22, 575쪽. ISBN 89-521-0461-7.
- 민족문제연구소 (2009). 〈오정민〉. 《친일인명사전 2 (ㅂ ~ ㅇ)》. 서울. 546 ~ 548쪽.
- 이재명, 〈조선연극문화협회의 활동을 통해서 본 친일 연극〉 (친일반민족행위진상규명위원회 2005년 하반기 워크숍)